# Maialen Arrazola Santesteban
Maialen Arrazola Santesteban (ur. 1 lutego 1985 w Donostia-San Sebastián) – hiszpańska wioślarka.

## Osiągnięcia
- Mistrzostwa Świata Juniorów – Ateny 2003 – dwójka podwójna – 8. miejsce[1].
- Mistrzostwa Świata U-23 – Hazewinkel 2006 – dwójka podwójna – 13. miejsce[1].
- Mistrzostwa Europy – Brześć 2009 – dwójka podwójna wagi lekkiej – 7. miejsce[1].
- Mistrzostwa Europy – Montemor-o-Velho 2010 – dwójka podwójna wagi lekkiej – 6. miejsce[1].